# 伊豆箱根鉄道ワブ11形貨車

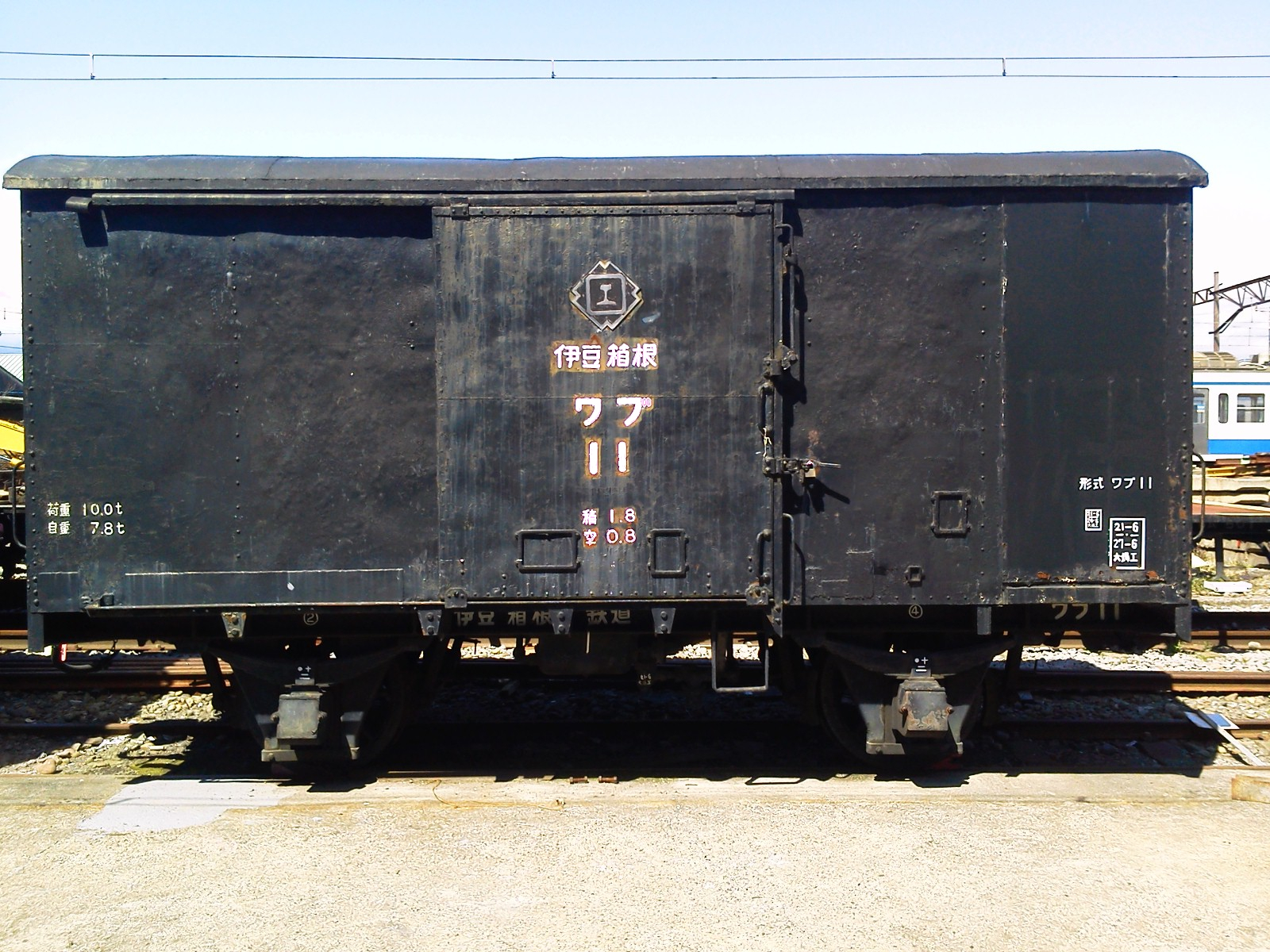
大場工場のワブ11形貨車

伊豆箱根鉄道ワブ11形貨車（いずはこねてつどうわぶ11がたかしゃ）は伊豆箱根鉄道に所属する二軸有蓋貨車である。

## 概要
伊豆箱根鉄道の前身である豆相鉄道の開業に伴い、1899年（明治32年）に東京車両で製造された荷物車「に1」が幾度にわたって改造されたもので、路線の開業当時に製造された車両の最後の生き残りである。1915年（大正4年）8月に郵便手荷物合造車に改造された後、1959年（昭和34年）12月に鋼体化され現在に至っている。伊豆箱根鉄道唯一の有蓋車だが、現在は車庫の奥で倉庫の代わりとして使われている。本線走行はできない。
全長は6,230mm、最大幅は2,737mm、高さは3,280mm。自重7.8tで積載量は10.0t。シュー式の走り装置と手動制動と空気制動を持っている。